# Alejandro de la Concepción
Fra Alejandro de la Concepción, O.SS.T.D., nom religiós d'Alejandro Galdiano Romero (Madrid, 26 de març de 1672-13 de gener de 1739) fou un religiós i frare trinitari descalç espanyol.

## Biografia
Fill de Leonardo Galdiano, originari d'Estella, i de Mariana Romero. Prengué els hàbits de l'Orde dels Trinitaris Descalços als catorze anys en el convent de trinitaris de Madrid i hi professà el 19 d'abril de 1688. Cursà Arts i Teologia a la Universitat d'Alcalá, amb èxits notables doncs als 22 anys era Lector de Filosofia i ho fou també de Teologia al seu convent. Més tard, exercí diversos ministeris religiosos: va ser dues vegades rector, vicari provincial de la Província de l'Esperit Sant, tres vegades Definidor General i finalment el de Ministre General dels Descalços un total de quatre vegades successives, des de 1716 fins a la seva mort, mercès de la seva prudència i bon govern. A instància seva es traslladà el cos de Sant Joan de Mata, que havia estat portat des de Roma i ubicat al Nunci de Madrid, i es col·locà a l'Altar Major del Convent dels Trinitaris Descalços, malgrat l'oposició que hi va haver dels trinitaris calçats. L'acte solemne es va realitzar en processó el 3 de maig de 1772.
Morí al convent de Madrid el 13 de gener de 1739, el dia 9 de maig se'n van celebrar les exèquies amb molta pompa.

### Obres
Galdiano escrigué diverses obres al llarg de la seva vida:
- Complutensium Excalceatorum Santissimae Trinitatis Redemptionis Captivorum Logica Parva, Praevia & Nova (II Toms, Alcalá, 1710 i Viena, 1721)
- Philosophia vetera et nova, Authore... Fr. Alexandro a Conceptione (Viena, 1721)
- Memorial informe Histórico-Jurídico, por las dos Familias Calzada y Descalza de la Santísima Trinidad, Redención de Cautivos, con la Órden de nuestra Señora de la Merced, sobre que la Real Cámara declare no ser su Magestad Patrón, sino solo Protector de la dicha Religión de la Merced, como lo es de todas las demás (Madrid, 1728)